# Canthidium annagabrielae
Canthidium annagabrielae là một loài bọ cánh cứng trong họ Bọ hung (Scarabaeidae).